# 千秋文庫
一般財団法人千秋文庫（いっぱんざいだんほうじんせんしゅうぶんこ）は、江戸時代の出羽国久保田藩藩主であり、近代に華族となった佐竹氏に関係する文化資料を収集し、展示活動を行う博物館である。

## 概要
佐竹家34代当主・佐竹義春の家令職を勤めた小林昌治が、義春より譲渡された資料を後世に伝えるために、1981年（昭和56年）7月に設立した。佐竹氏は常陸国久慈郡佐竹郷を発祥とする清和源氏の一族で、中世には関東地方の武士団、戦国期にも常陸北部の地域勢力として活動した。近世には豊臣政権・江戸幕府に服従し、江戸時代には出羽久保田藩主として秋田に転封された。
館蔵の資料は、約2,300点。古文書・古記録・模写絵・古地図・古戦場絵図・城絵図・維新開国資料などの他、藩主所用の花押・印章類がある。